# لودمیلا اشودووا
لودمیلا اشودووا (چکی: Ludmila Švédová؛ ۱۳ نوامبر ۱۹۳۶ – ۱۰ فوریهٔ ۲۰۱۸) ژیمناست هنری اهل چکسلواکی بود.